# Conquista italiana de la Somalilandia británica

"Somalilandia Británica" en el cuerno de África, rodeada en 1940 por las colonias italianas de Somalia y Etiopía.

La conquista italiana de la Somalilandia británica fue una campaña italiana durante la Segunda Guerra Mundial contra el Imperio Británico. Fue la única victoria italiana contra los Aliados que se ganó sin la ayuda de Alemania.

## Antecedentes
Cuando Italia declaró la guerra en mayo de 1940, las tropas italianas no estaban preparadas para una guerra prolongada en África Oriental. Como consecuencia, Mussolini ordenó sólo algunas acciones agresivas limitadas para capturar territorio a lo largo de las fronteras de Kenia, Egipto y Sudán. Algunas escaramuzas se produjeron incluso en la Somalia francesa, con una invasión de la mitad occidental de Yibuti.
En junio de 1940, Amedeo, Duque de Aosta, Gobernador General de África Oriental italiana, convenció al Comando Supremo italiano para que planeara una campaña para conquistar una colonia británica: Somalilandia Británica. El Rey de Italia Víctor Manuel III y Mussolini estuvieron de acuerdo y a principios de agosto la campaña estaba lista para comenzar.

## Orden de batalla

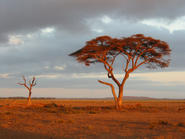
El campo de Burco, la segunda ciudad más grande de Somalilandia.

La fuerza italiana que atacó a la Somalilandia británica en agosto de 1940 fue comandada por el general Guglielmo Nasi e incluía cinco brigadas coloniales, tres batallones de camisas negras y tres bandas (bande) de tropas nativas. Los italianos tenían la 2ª Compañía de Tanques de Luz y la 322ª Compañía de Tanques Medianos (13 tanques ligeros L3/35 y 12 M11/39), artillería y, lo más importante, apoyo aéreo superior. Los italianos eran unos 4.800 y unos 30.000 soldados nativos.
A los italianos se les opusieron un contingente británico de unos 4.000 soldados formado por el Cuerpo de Camellos de Somalilandia (comandado por el Coronel Arthur Reginald Chater), elementos del 2º Batallón (Nyasaland) de Fusiles Africanos de Reyes (KAR) y el 1er Batallón del Regimiento Rodesiano del Norte, el 3º Batallón del 15º Regimiento del Punjab, y el 2º Batallón, Black Watch.

## Ofensiva inicial
En la madrugada del 3 de agosto de 1940, el ejército italiano cruzó la frontera entre África Oriental italiana (llamada por los italianos África Oriental Italiana) y Somalilandia británica.
Los italianos atacaron con columnas militares en tres direcciones: al norte hacia el puerto de Zeila, al centro hacia Adadlek y al sur hacia Odweina.
Después de conquistar en la Somalilandia francesa el Fuerte de Loyada, el 5 de agosto el puerto de Zeila fue ocupado por los italianos después de intensos combates y así se cortó toda posibilidad de ayuda de la Somalilandia francesa a los británicos en retirada. La columna italiana norteña entonces procedió al sur a lo largo de la costa y ocupó la aldea de Bulhar.
La columna central italiana, comandada por el Teniente General Carlo De Simone, se enfrentó a más dificultades debido al terreno montañoso y fue detenida por los ingleses en el Paso Karrin, antes de Hargeisa.
El Coronel Arthur Reginald Chater, usó su cuerpo de camellos para escaramuzar y protegerse de los italianos que avanzaban mientras las otras fuerzas británicas y de la Commonwealth retrocedían hacia Tug Argan.

## Batalla de Tug Argan
El 6 de agosto, a los tres días de la invasión, los italianos tomaron las ciudades de Zeila y Hargeisa. Odweina cayó al día siguiente y las columnas central y oriental italianas se unieron para lanzar ataques contra las principales posiciones británicas y de la Commonwealth en Tug Argan.
El 7 de agosto, las fuerzas británicas y del Commonwealth en Somalilandia recibieron refuerzos con la llegada del 1er Batallón del 2º Regimiento Punjab. El 11 de agosto, un nuevo comandante, el General de División Alfred Godwin-Austen, llegó a Tug Argan.
Las posiciones defensivas del ejército británico se centraban alrededor de seis colinas que dominaban el único camino hacia Berbera. El 11 de agosto, una brigada italiana comandada por De Simone atacó la colina defendida por el 3er Batallón 15 del Regimiento Punjab y la capturó con un gran número de bajas. Los británicos lanzaron dos contraataques infructuosos, pero al día siguiente se vieron obligados a abandonar otras dos colinas cercanas.
El 14 de agosto, los italianos comenzaron a rodear a los defensores británicos desde sus posiciones orientales, y la situación de los defensores empezó a parecer crítica.
Después de tres días de batalla, a principios del 15 de agosto, Godwin-Austen (temiendo un cerco inminente) llegó a la conclusión de que seguir resistiendo en Tug Argan sería inútil. Se puso en contacto con el cuartel general del Comando Británico del Oriente Medio en El Cairo (Egipto) y solicitó y recibió permiso para retirar sus fuerzas de la Somalilandia británica.
El esfuerzo decidido del batallón Black Watch, que cubrió la retirada, permitió que todo el contingente británico y del Commonwealth se retirara a Berbera con pérdidas mínimas.

## Evacuación británica de Berbera
Mientras los británicos realizaban su retirada de combate a Berbera, la Marina Real británica había construido un muelle todo marea y había comenzado a evacuar a los funcionarios civiles y administrativos. Las dos principales columnas italianas (la central y la meridional) estaban unidas en el pueblo de La Farruk, aproximadamente a 30 km al sur de Berbera.
Desde Bulhar, la tercera columna italiana llegó a la zona de Berbera el 14 de agosto, pero los defensores británicos pudieron detenerla. El 16 de agosto comenzaron a embarcar tropas en los barcos que las esperaban y habían completado la evacuación en la tarde del día siguiente, con destino a Adén, en la península arábiga. El Cuerpo de Camellos de Somalilandia, en lugar de ser evacuado, fue disuelto y dispersado.
El 19 de agosto, los italianos tomaron el control de Berbera y luego bajaron por la costa para completar su conquista de la Somalilandia británica. La colonia británica fue anexada por Mussolini al Imperio Italiano en el África Oriental italiana.

## Bajas
Según los historiadores italianos, durante la campaña para conquistar la Somalilandia británica, las bajas fueron de 250 para el ejército británico y 205 para el italiano.
Pero, según el relato británico de los acontecimientos, el total de víctimas británicas fue de 260 y las pérdidas italianas se estimaron entre diez y veinte veces superiores.

## Repercusiones
Esta campaña en Somalilandia fue como todas las demás del Eje: empezó con una victoria, luego después de un tiempo (como las campañas en los Balcanes, en Filipinas o en Rusia), terminó con una derrota total. Pero en el caso específico de la conquista italiana de la Somalilandia británica, la derrota (que ocurrió en la primavera de 1941) fue seguida por casi dos años de guerra de guerrillas italiana en Etiopía.
La Somalilandia británica permaneció como parte del África Oriental italiana hasta marzo de 1941, cuando el 1er/2º Regimiento Punjab y el 3º/15º Regimiento Punjab regresaron de Adén para reocupar el territorio.

## Otros sitios web
- Fotos (en antiguos artículos de wikis) de la conquista italiana de Somalilandia
- Boletines oficiales italianos de guerra sobre la conquista de la Somalilandia británica (en italiano) Archivado el 27 de junio de 2018 en Wayback Machine.

- Datos: Q1202078